# Lee Unkrich
Lee Edward Unkrich, född 8 augusti 1967 i Cleveland, Ohio, är en amerikansk filmregissör, filmklippare och animatör. Han jobbade från 1994 till 2019 på Pixar och var den som regisserade filmen Toy Story 3 som hade premiär 2010. Han har även hjälpt till med att regissera Toy Story 2.